# Lättring

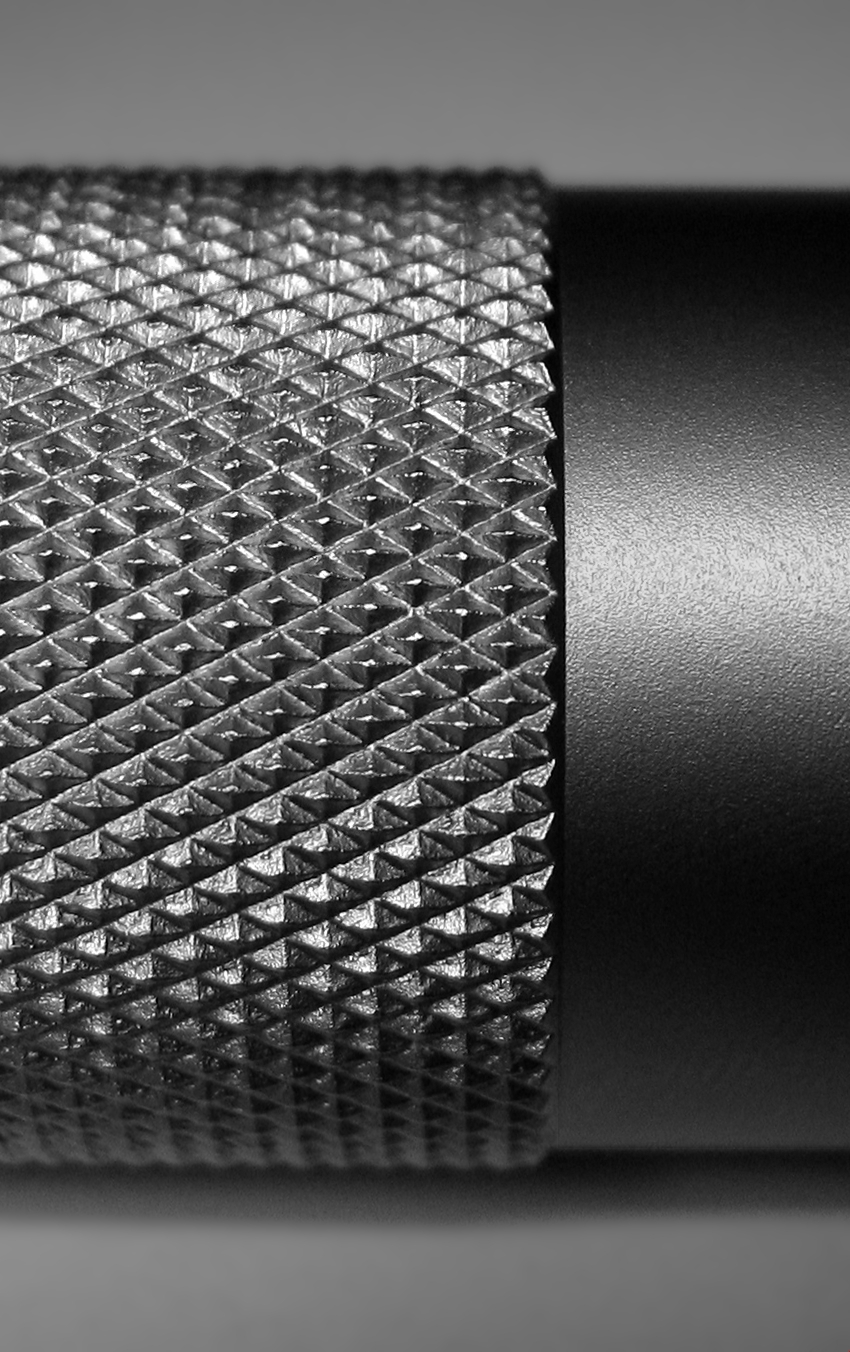
Lettrad yta

Lättring eller lettring innebär i ursprunglig, specifik betydelse tryckning av bokstäver på mynt. (Jämför engelska: Lettering.) I generell betydelse används dock termen om tryckning av mönster eller räfflor, främst i metall och särskilt vid svarvning. Vid svarvning avses mekanisk bearbetning (engelska: Knurling), av stång eller annan cylindrisk yta, som ger en greppvänlig räfflad struktur.
Lettring i svarv utförs ofta med speciellt lettringsverktyg som består av två diagonalt räfflade rullar (lettringstrissor). Då rullarna trycks mot den roterande cylindriska ytan och förs axiellt längs densamma, deformeras den och ett diagonalt rutmönster uppstår. Detta kallas krysslettring och kan utföras i olika grovlekar. Det finns även rak lettring, som ger längsgående spår, och den utföres med bara en lettringstrissa.

## Galleri

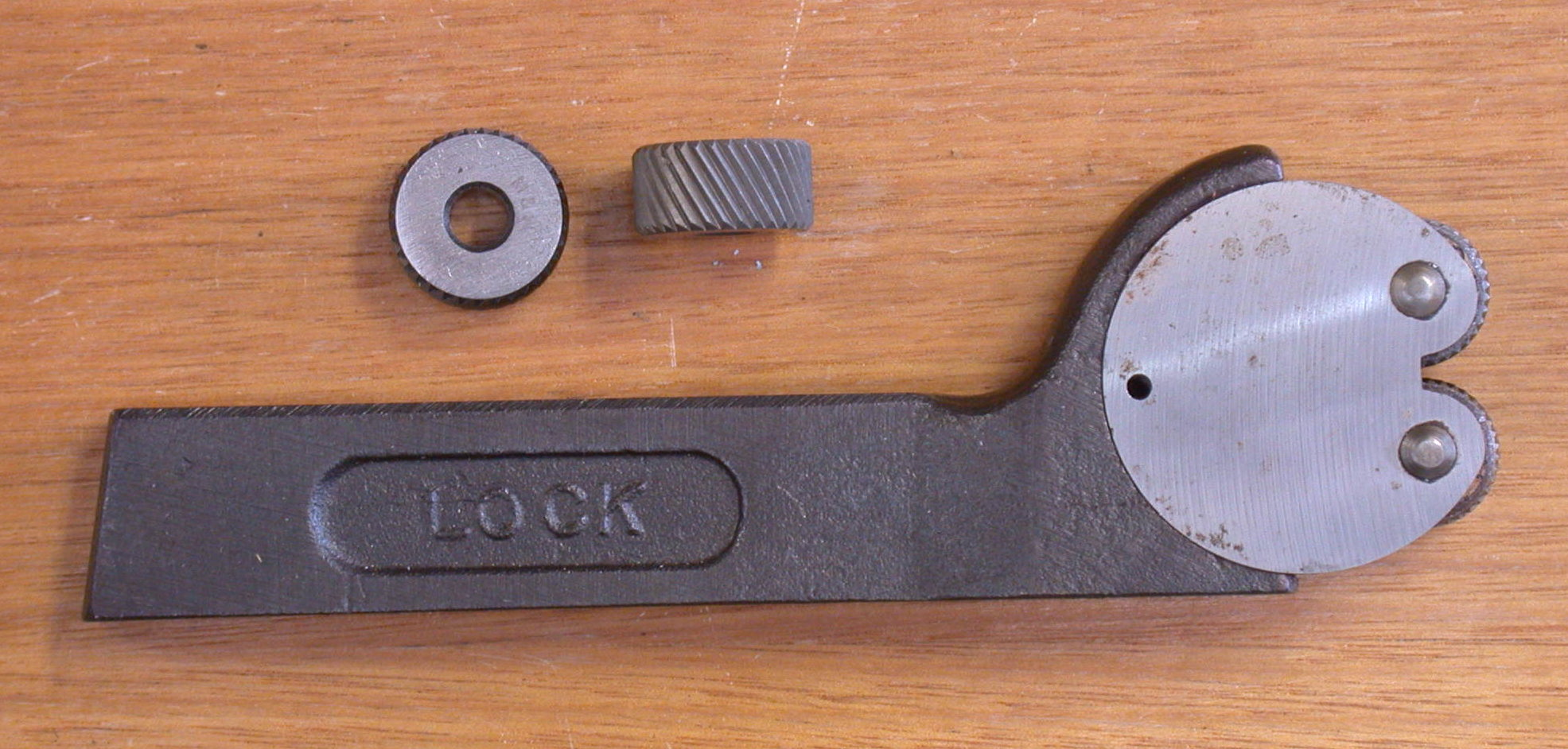
Lettringsverktyg för svarv.
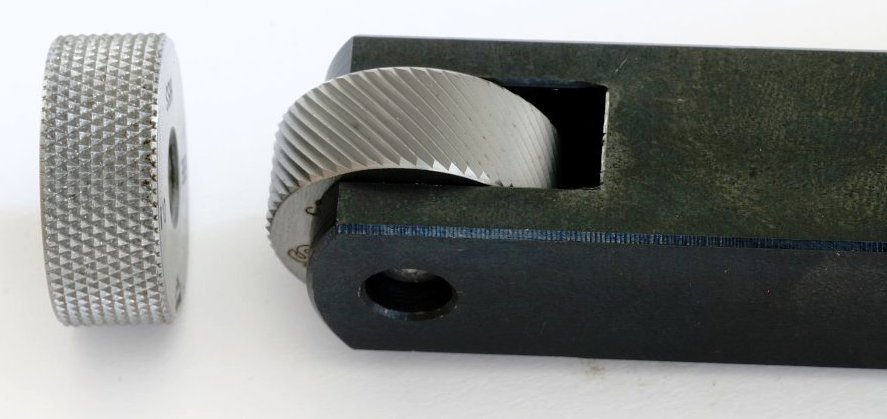
Lettringsverktyg med ett hjul.
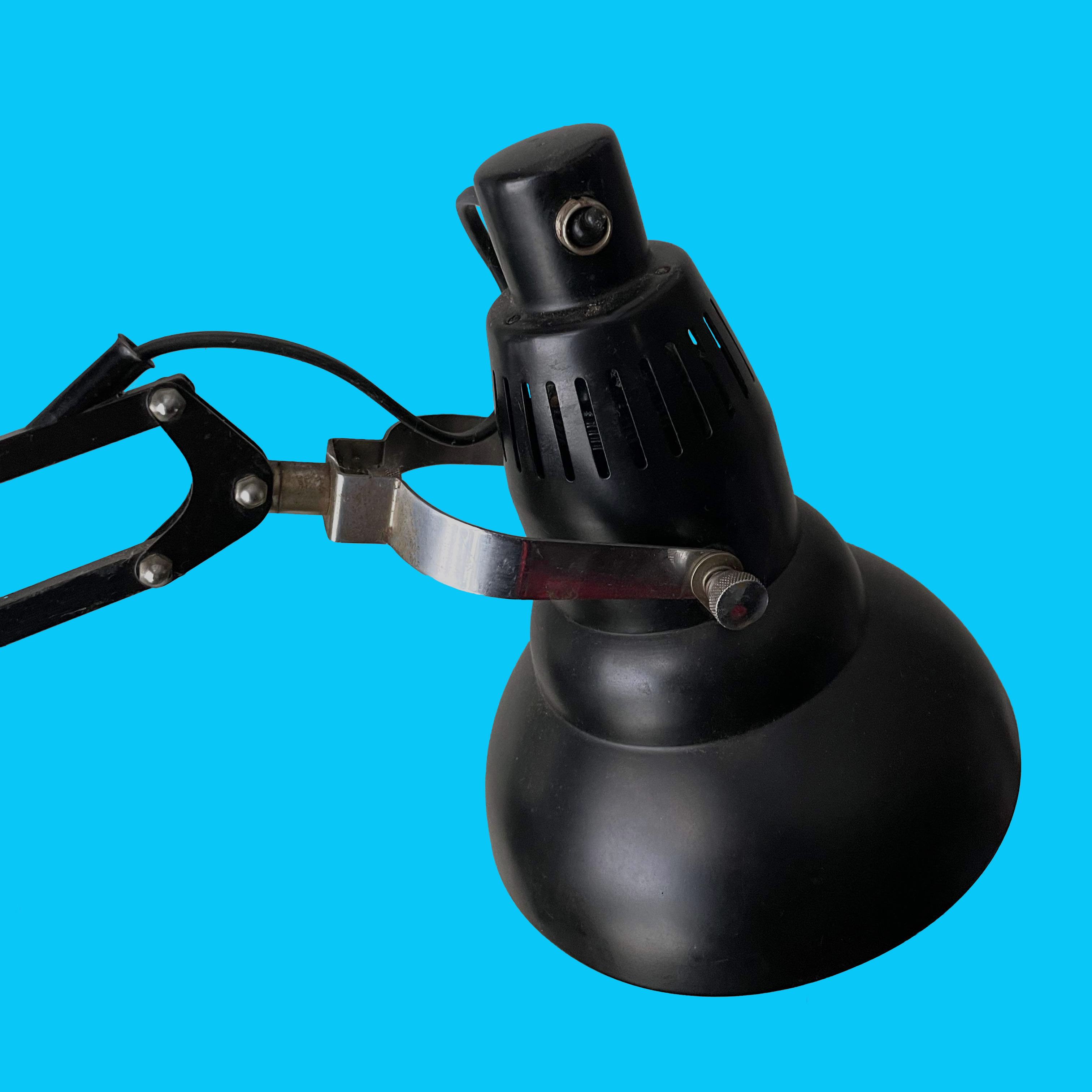
Kordongmutter på reflektor till arbetslampa.